# Rustichello da Pisa
Rustichello da Pisa hay Rustichello thành Pisa còn được gọi là Rusticiano và Rustigielo (khoảng cuối thế kỷ 13), là một nhà văn truyện hiệp sĩ người Ý nổi tiếng với cuốn tự truyện ghi chép về chuyến du hành của Marco Polo trong khi họ cùng ở trong tù tại Genova. Quê quán ở Pisa, ông có thể đã bị người Genova bắt làm tù binh tại trận Meloria vào năm 1284 trong một cuộc xung đột giữa nước Cộng hòa Genova và Pisa. Khi Polo bị tống giam vào khoảng năm 1298, có lẽ sau một cuộc đụng độ giữa Genova và Venezia (mà sử sách thường ghi là trận Curzola), đich thân ông đã đọc cho Rustichello viết lại chuyện kể về cuộc hành trình sang châu Á của mình và họ cùng nhau biến nó thành cuốn sách với tiêu đề Marco Polo du ký.
Trước đó, Rustichello đã viết một tác phẩm bằng tiếng Pháp gọi là Roman de Roi Artus (Truyện về Vua Arthur) hoặc đơn giản là Tổng Tập, bắt nguồn từ một cuốn sách thuộc sở hữu của vua Edward I nước Anh khi ông băng qua Ý trên đường đi chiến đấu trong cuộc Thập tự chinh thứ tám vào năm 1270-1274. Tổng Tập bao gồm một đoạn tự ý thêm vào trong quyển Palamedes, một truyện kể bằng văn xuôi hiện vẫn còn rời rạc về vị hiệp sĩ Palamedes người Saracen của Arthur và lịch sử Hiệp sĩ Bàn Tròn. Về sau nó được chia thành hai phần đặt theo tên nhân vật chính yếu của họ là Meliadus (cha của Tristan) và Guiron le Courtois; vốn vẫn còn phổ biến trong hàng trăm năm sau và ảnh hưởng đến những tác phẩm viết bằng tiếng Pháp cũng như ở Tây Ban Nha, Ý và thậm chí cả Hy Lạp.